# 姚愛寗
姚愛寗（1990年4月25日—），臺灣演員
於2014年首演電影《共犯》，飾「夏薇喬」一角，以清新空靈的形象獲得大眾注目，受台灣可爾必思飲品邀請成為品牌代言人；後陸續參與電影「帶我去月球」、「比悲傷更悲傷的故事」與MV等影視演出，日本電影《戀愛奇譚集》女主角；於2017年擔任東京觀光形象代言人，並與攝影師川島小鳥、濱田英明合作。2020、2021年陸續拍攝電影《青春弒戀》 、劇集《黑喵知情》 、 舞台劇《暫時停止青春》，最新作品為Netflix獨家劇集《童話故事下集》即將在 2025年2月14日上線。

## 經歷
姚愛寗因脫俗的氣息、深邃靈氣的五官特質而受台日注目，受網友封為「台版小松菜奈」。首部電影《共犯》飾演超憂鬱的被殺女高中生，媒體都喻為「最萌屍體」；後續更於日本電影《戀愛奇譚集》擔任女主角，以清新空靈的形象獲得大眾注目，躍升討論度極高的新生代演員。並與攝影師川島小鳥、濱田英明合作，接連在日本持續有作品產出，2016年拍攝日本樂團「The fin.」《Through The Deep》的MV，更打開在日本的知名度，接續參與東京電視台新劇《溼透偵探水野羽衣》演出。
2019年加入華研國際音樂，陸續於2020、2021陸續拍攝電視電影《訪客》 、電影《青春弒戀》 、劇集《黑喵知情》 、《天巡者》 、 舞台劇《暫時停止青春》 等戲劇演出，接續代言晶碩香水系列隱形眼鏡合作、GU品牌大使。。2024年結束與華研國際合作，加入藝人鄭宜農成立的「邊走邊聽有限公司 （页面存档备份，存于）」。

## 演出作品

### 電影
| 上映年份 | 片名               | 角色   | 導演          | 備註           |
| 2014     | 共犯               | 夏薇喬 | 張榮吉        | 學生時期女主角 |
| 2016     | 溫暖               | 藍藍   | 陳鈺杰        |                |
| 2017     | 帶我去月球         | 小芬   | 謝駿毅        |                |
| 2017     | 戀愛奇譚集         | 郁文   | 倉本雷大      |                |
| 2018     | 比悲傷更悲傷的故事 | 宋媛媛 | 林孝謙        | 少年時期女主角 |
| 2018     | 搖滾樂殺人事件     | 娃娃   | 游智煒        |                |
| 2019     | 為你存在的每一天   | 小青   | 曾禎          | 女主角         |
| 2020     | 戀愛好好說         | 杜小蘭 | 郭珍弟        | 單元女主角     |
| 2021     | 青春弒戀           | 綺綺   | 何蔚庭 胡至欣 |                |
| 2023     | 不能流淚的悲傷     | 謝淑卿 | 唐家輝        |                |
| 2024     | 歡迎來到朵莉之家   |        |               | 女主角         |
| 待上映   | 晚窒息             |        |               | 女主角         |

### 電視電影
| 首播年份 | 頻道       | 片名   | 飾演角色 | 導演   | 備註                 |
| -------- | ---------- | ------ | -------- | ------ | -------------------- |
| 2018     | 緯來電影   | 海吉拉 | 劉宛婷   | 蔡宓潔 |                      |
| 2020     | 公共電視台 | 訪客   | 韓莉婷   | 蔡佳穎 | 2020高雄電影節閉幕片 |

### 電視劇集
| 首播年份 | 頻道                         | 片名             | 飾演角色 |
| 2019     | 三立都會台                   | 一千個晚安       | 戴天雨   |
| 2019     | 東京電視台                   | 濕身偵探水野羽衣 |          |
| 2020     | LINE TV                      | 黑喵知情         | 沈蕙芳   |
| 2020     | 三立都會台                   | 天巡者           | 高嘉琪   |
| 2021     | 華視 愛奇藝國際版 八大戲劇台 | 無神之地不下雨   | 陳愛婷   |
| 2022     | 停拍                         | 初擁             |          |
| 2024     | Netflix GagaOOLala           | 某某             | 黎佳     |
| 2025     | Netflix                      | 童話故事下集     | 陳思鹿   |
| 2025     | 如果我不曾見過太陽           |                  |          |
| 2025     | 師大公園地下社會             |                  |          |
| 2026     | TVBS歡樂台                   | 有愛我們床上談   |          |

### 舞台劇
| 年份                         | 片名                      | 飾演角色 |
| 2021年3月12日至2021年3月14日 | 故事工廠-《暫時停止青春》 |          |

### 短片/微電影
- 2015 去死吧！初戀
- 2015 呼叫少年
- 2016 花王 おうちの中のお月さま
- 2016 BETWEEN US
- 2016 逆手刀
- 2016 花王(日本)微電影: 花王 おうちの中のお月さま
- 2017 JR東日本 東京灰姑娘 微電影

### 音樂錄影帶
- 2012 郭采潔 - 單曲循環
- 2012 嚴爵 - 暫時的男朋友
- 2013 S.H.E - 親愛的樹洞
- 2014 江美琪 - 抵抗力
- 2016 The fin - Through the deep
- 2016 派樂黛唱片 LUPA - 蛙
- 2016 獅子合唱團 - 〈最後的請求〉（蕭敬騰詞曲） - 最後的請求[2]
- 2017 李榮浩 - 我看著你的時候
- 2017 Icy Ball 冰球樂團 - 你對我說
- 2018 田馥甄 - 最暖的憂傷
- 2019 怕胖團 - 後照鏡
- 2019 鄭宜農 - 591
- 2020 李友廷 - 都好
- 2021 徐靖玟 - 不存在的戀愛
- 2022 脆樂團 - 愛是我們必經的辛苦
- 2022 脆樂團 -相愛就是說了100次對不起
- 2022 原子邦妮 - 現在的我好嗎
- 2022 原子邦妮 - 無情怪物
- 2023 黃偉晉 - 伴
- 2024 Beanies - 《小氣簿》Official MV

### Podcast節目
- 宇宙小姐，同時擔任主持與製作人，（2021年~2024年，共3季34集）。

## 腳註
- 「戀愛奇譚集」姚愛寗與柳俊太郎專訪！（页面存档备份，存于）
- 電影「帶我去月球」致敬張雨生發布記者會[永久]
- 日本竄紅台灣新生代演員姚愛寗 （页面存档备份，存于）

## 外部連結
- 姚愛寗的Facebook專頁
- 姚愛寗的Instagram帳戶
- 姚愛寗的新浪微博